# Mistrovství světa v zápasu ve volném stylu 1992
Mistrovství světa v zápase ve volném stylu 1992 se uskutečnilo v Villeurbanne , (Francie). 

## Výsledky

### Volný styl ženy
| Kategorie | Zlato           | Stříbro           | Bronz                  |
| --------- | --------------- | ----------------- | ---------------------- |
| 44 kg     | Pan Yanping     | Shoko Yoshimura   | Tatiana Karamchakova   |
| 47 kg     | Zhong Xiue      | Tetey Alibekova   | Miho Kamibayashi       |
| 50 kg     | Tricia Saunders | Yoshiko Endo      | Martine Poupon         |
| 53 kg     | Wendy Izaguirre | Akemi Kawasaki    | Liudmila Popova        |
| 57 kg     | Ryoko Sakamoto  | Marine Roy        | Line Johansen          |
| 61 kg     | Ine Barlie      | Kimie Hoshikawa   | Kong Yan               |
| 65 kg     | Wang Chaoli     | Wu Huei-li        | Elmira Kurbanova       |
| 70 kg     | Xiomara Guevara | Yayoi Urano       | Chen Chin-ping         |
| 75 kg     | Liu Dongfeng    | Mitsuko Funakoshi | Linda Johnsen-Holmeide |

## Týmové hodnocení
| Pořadí | Ženy volný styl  | Ženy volný styl |
| Pořadí | Tým              | Body            |
| ------ | ---------------- | --------------- |
| 1      | Japonsko         | 78              |
| 2      | Rusko            | 62              |
| 3      | Francie          | 53              |
| 4      | Čína             | 48              |
| 5      | Venezuela        | 45              |
| 6      | Čínská Tchaj-pej | 42              |